# Palmi
Palmi község (comune) Calabria régiójában, Reggio Calabria megyében.

## Fekvése
A Gioia Tauró-i síkságon fekszik a Monte Sant’Elia lábainál, a Costa Viola partvidéken. Határai: Gioia Tauro és Seminara.

## Története
A 10. században alapították a szaracénok által elpusztított Taurianum helyén. A 11. századtól kezdődően a normann Szicíliai Királyság része lett. A középkorban nemesi családok birtoka volt. Az 1783-as földrengés súlyosan megrongálta épületeinek nagy részét. Korabeli épületeinek nagy része az 1783-as calabriai földrengésben elpusztult. A 19. században nyerte el önállóságát, amikor a Nápolyi Királyságban felszámolták a feudalizmust.

## Népessége
A népesség számának alakulása:

## Fő látnivalói
- Palmi Taureana – tengerparti üdülőhely
- az ókori Taurianum romjai
- Maria SS. del Carmelo-templom
- San Rocco-templom
- San Francesco d’Assisi-templom
- Maria SS. del Soccorso-templom

## Közlekedés
A Palmi a Battipaglia–Reggio di Calabria-vasútvonalon található.